# العبابسة (بني بتاو)
العبابسة هي إحدى مشيخات المملكة المغربية، تتبع جغرافيا لإقليم خريبكة وإداريًا لبني بتاو. يقدر عدد سكانها بـ 1313 نسمة حسب الإحصاء الرسمي للسكان والسكنى لسنة 2004.